# Петров, Василий Васильевич (пограничник)
Васи́лий Васи́льевич Петро́в (21 января 1920 — 22 июня 1941) — Герой Советского Союза, заместитель политрука 7-й пограничной заставы 90-го Владимир-Волынского пограничного отряда Украинского пограничного округа войск НКВД СССР.

## Биография
Родился 21 января 1920 года (по другим данным — 21 января (3 февраля) 1918 года) в городе Малоярославце ныне Калужской области. Окончил 7 классов средней школы и школу фабрично-заводского ученичества. Работал в железнодорожном депо станции Малоярославец.
В 1938 году был призван на срочную службу в пограничные войска НКВД СССР.
В 1939 году окончил школу пограничных войск в Ленинграде, после чего был направлен в 90-й Владимир-Волынский пограничный отряд Украинского пограничного округа вблизи пограничной реки Западный Буг.
В ночь на 22 июня 1941 года старшина пограничных войск Василий Петров, занимавший должность заместителя политрука 7-й пограничной заставы в селе Цуцнив, заступив в пограничный наряд на охрану советско-германской государственной границы, доложил начальству об активности немецких войск на противоположной стороне границы. Вскоре его опасения подтвердились массированной артиллерийской подготовкой, начавшейся перед наступлением немецких войск.
В течение 4-х часов, несмотря на шквальный миномётный огонь, Василий Петров уничтожил несколько десятков немецких солдат и погиб в неравном бою.
Начальник заставы, на которой служил Петров, младший лейтенант Мирон Давыдович Репенко написал с фронта родителям Василия Петрова следующее письмо:
Уважаемый Василий Тимофеевич и Александра Панкратьевна! Ваш сын и мой брат по оружию Василий Петров до четырёх часов утра 22 июня 1941 года служил вместе со мной, охраняя границу СССР. В четыре утра была нарушена государственная граница, и мы все выступили на её защиту. В течение двух суток вели бой с превосходящими силами противника. Ваш сын, Василий Васильевич, как и многие бойцы, сражался с врагом. Будучи наводчиком станкового пулемёта, он срывал переправу фашистов через реку Буг, проявил исключительный героизм и отвагу и уничтожил много немецких солдат и офицеров. Там же 22 июня 1941 года примерно в 12 часов он погиб смертью героя, не выпустив из рук пулемёта. Я, как командир и друг вашего сына, благодарю вас за воспитание ГЕРОЯ! Оставшиеся в живых бойцы моей заставы отомстили проклятым фашистам за смерть нашего лучшего товарища Василия Васильевича. Потеря вашего сына — большая утрата для вас как родителей, а также для нашей Родины!
Указом Президиума Верховного Совета СССР от 8 мая 1965 года Петрову Василию Васильевичу посмертно присвоено звание Героя Советского Союза.

## Память
- Имя Василия Петрова носит отдел пограничной службы «Амбуков» ГПС Украины.
- Село Цуцнево в Волынской области Украины переименована в 1958 году в Петрово.
- Одна из улиц в родном городе Героя — Малоярославце Калужской области, названа в честь Героя.
- Петров Василий Васильевич — почетный гражданин города Малоярославца[3].
- В депо станции Малоярославец установлен памятник герою-пограничнику.
- На доме, в котором жил Василий Петров в городе Малоярославце Калужской области, установлена мемориальная доска.
- Памятный знак в городе Луцке Волынской области Украины.
- Именем Героя названа одна из улиц Луцка.
- Мыс на реке Западный Буг носит имя Василия Петрова[4].